# ヴァイキング・クラップ

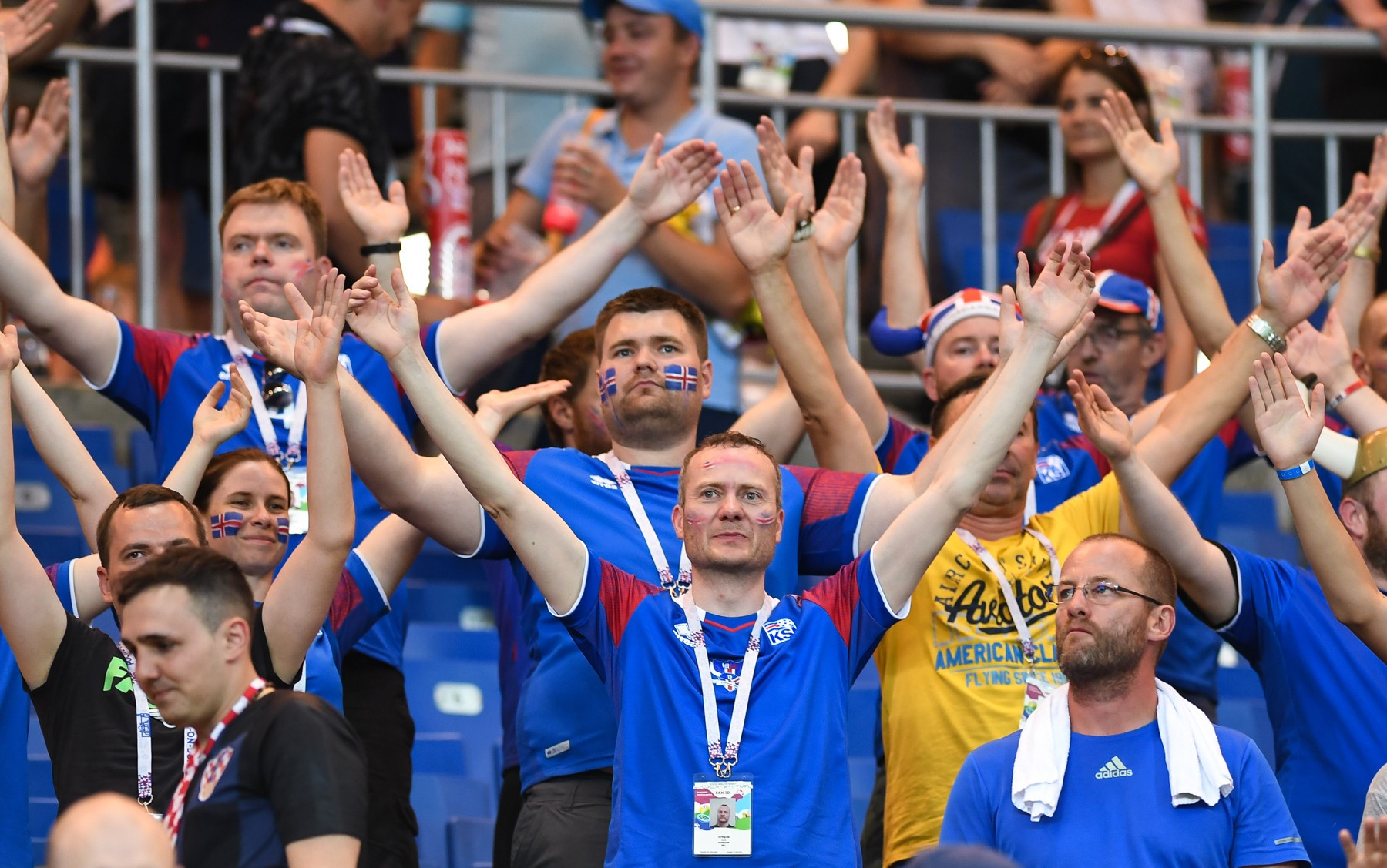
ヴァイキング・クラップを行うアイスランドサポーター

ヴァイキング・クラップ（Viking Clap）またはヴァイキング・サンダー・クラップ（Viking Thunder Clap）は、サッカーの試合中にサポーターが行うチャントの一種である。さまざまなクラブのサポーターが行っているが、特に有名になったのはUEFA EURO 2016の際にアイスランド代表サポーターが行ってからである。手順としては、まず両手を頭上に挙げて広げる。音頭取りが太鼓などを2回打ち鳴らして合図をするのに合わせて両手を打ち合わせて拍手すると同時に「フッ！」などと叫ぶ。これを徐々にテンポを早くしながら行い、最後は拍手に移行する。叫び声は「フッ！」や「ヘイ！」の他、チーム名などさまざまである。
アイスランドが参加した2018 FIFAワールドカップでも注目を集め、世界中の多くのサポーターが行うようになった。

## 起源
2006年に公開された映画『300 〈スリーハンドレッド〉』にインスパイアされたものではないかという説がある。この他、最初に行ったのはスコットランドのマザーウェルFCのサポーターだという説や、20年以上前にフランスのFCランスのサポーターが行ったという説などがある。ギリシャのPAOKテッサロニキサポーターも、1990年代半ばから拍手に合わせて「PAOK」と叫ぶチャントを行ってきた。マザーウェルFCサポーターによるものは、UEFAヨーロッパリーグ 2014-15でマザーウェルFCがアイスランドのストヤルナンと対戦した際にアイスランドサポーターに伝授され 、アイスランドサポーターがアイスランド代表の応援に使うようになった。UEFA EURO 2016ではアイスランド代表は初出場ながら予想外の好成績を収め、準々決勝に進出したこともあって、サポーターによるこのチャントは他国サポーターから注目を集め、他国サポーターも行うようになった。以来、世界中の多くの国のサポーターが行っている。

## 行うチーム

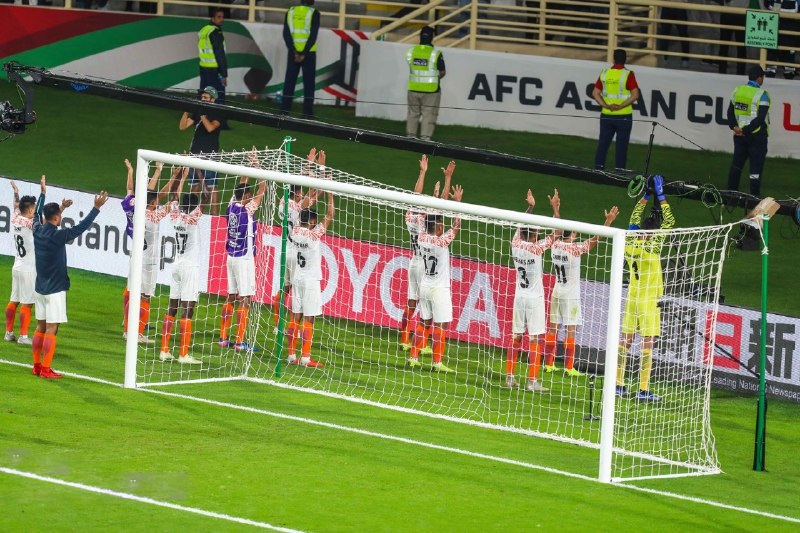
AFCアジアカップ2019で勝利を祝ってサポーターとともにヴァイキング・クラップを行うインド代表

サポーターがヴァイキング・クラップを行うチームとしては、以下のものが知られる。
- キャンベラ・レイダースサポーターは、アイスランドのものが有名になった後に、2016年から行うようになった[8][9][10][11]。
- ウェスタン・シドニー・ワンダラーズFCサポーターは、2012年のクラブ創設以来、拍手に合わせて「ウェスト！」と叫んでいる[12]。
- カロライナ・ハリケーンズでは "The Storm Surge (「高潮」の意)" と呼ばれるバージョンが行われる[13]。
- サッカーインド代表は、サポーター団体「ブルー・ピルグリムズ」の結成以降、ヴァイキング・クラップが行われている。AFCアジアカップ2019と2022 FIFAワールドカップ・アジア予選でもインド代表チームが行っている[14][15]。
- ケーララ・ブラスターズFC
- ミネソタ・バイキングスは2016年から行っており、「フッ！」ではなく「スコル！ (skol、北欧諸語で「乾杯」を表す skål の音写）」と叫ぶ[16]。
- シアトル・サウンダーズFCは、2009年にクラブが改組される以前から「ブーム、ブーム、クラップ（Boom, Boom, Clap）」と呼ばれるバージョンを行っており、「フッ！」の代わりに「ヘイ！」と叫ぶ[17]。
- トロントFCサポーターは2008年から「ブーム、ブーム、クラップ」を行っている[18]。
- バンクーバー・カナックスは、2018年4月5日にスウェーデン出身の双子の兄弟ダニエル・セディンとヘンリク・セディンのホーム引退試合でヴァイキング・クラップを行った[19]。
- ベンガルールFC[要出典]
- U-23サッカーネパール代表は、2019年南アジア競技大会でヴァイキング・クラップを使い始めた。
- サッカーベトナム代表も2018AFFスズキカップ決勝からヴァイキング・クラップを使い始めた。
- アトランタ・ユナイテッドFCサポーターは、2017年にメジャーリーグサッカーのチーム拡大に合わせて参入して以来、「A - T - L」と叫ぶスタイルのヴァイキング・クラップを行っている。